# Niemenjärvi
Niemenjärvi eller Alimmainen är en sjö i Vichtis kommun i Finland.  Den ligger i landskapet Nyland, i den södra delen av landet, 40 km nordväst om huvudstaden Helsingfors. Niemenjärvi ligger 97 meter över havet. Den ligger vid sjöarna  Ylimmäinen och Lappajärvi. I omgivningarna runt Niemenjärvi växer i huvudsak blandskog. Arean är 80 hektar och strandlinjen är 4,64 kilometer lång. Sjön  ingår i Karisåns huvudavrinningsområde. 